# Épito (rey de Mesenia)

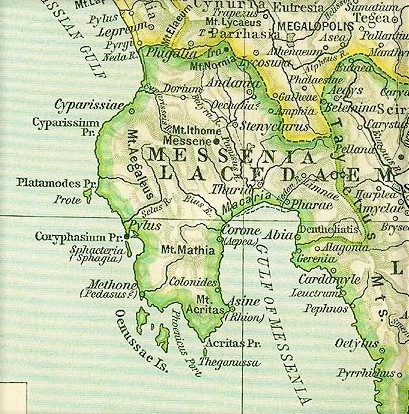
Mapa de la prefectura de Mesenia, mapas que muestran la historia de William R. Shepherd, mapas antiguos de la antigua Grecia.

Épito, también llamado Telefón, fue un rey de Mesenia. Era el hijo menor del heráclida Cresfontes y de Mérope, la hija de Cípselo, rey de Arcadia. Cuando su padre y sus hermanos fueron asesinados durante una insurrección, Épito quedó bajo la protección de su abuelo Cípselo, convirtiéndose en el único superviviente de su familia paterna. Mientras tanto, el trono de Mesenia fue usurpado por otro de los heráclidas, Polifonte, que para más escarnio obligó a Mérope a casarse con él. Cuando Épito se hizo adulto, vengó con la ayuda de su suegro Holcas la muerte de su padre, derrotando a Polifontes y matando a los que habían intervenido en la insurrección. Tomó con esto el reino que le correspondía, y en el que fue sucedido por su hijo Glauco después de un sabio gobierno. Por él se denominó en adelante Epítidas a los reyes de Mesenia, sustituyendo el patronímico más genérico de Heráclidas.
| Predecesor: Polifonte | Reyes de Mesenia | Sucesor: Glauco |